# 高速大名行列方式
高速大名行列方式（こうそくだいみょうぎょうれつほうしき）は、救急科専門医・産業医の黒田亮太が考案した、COVID-19ワクチン接種における高効率で安全性を追求したワクチン接種方式。

## 概要

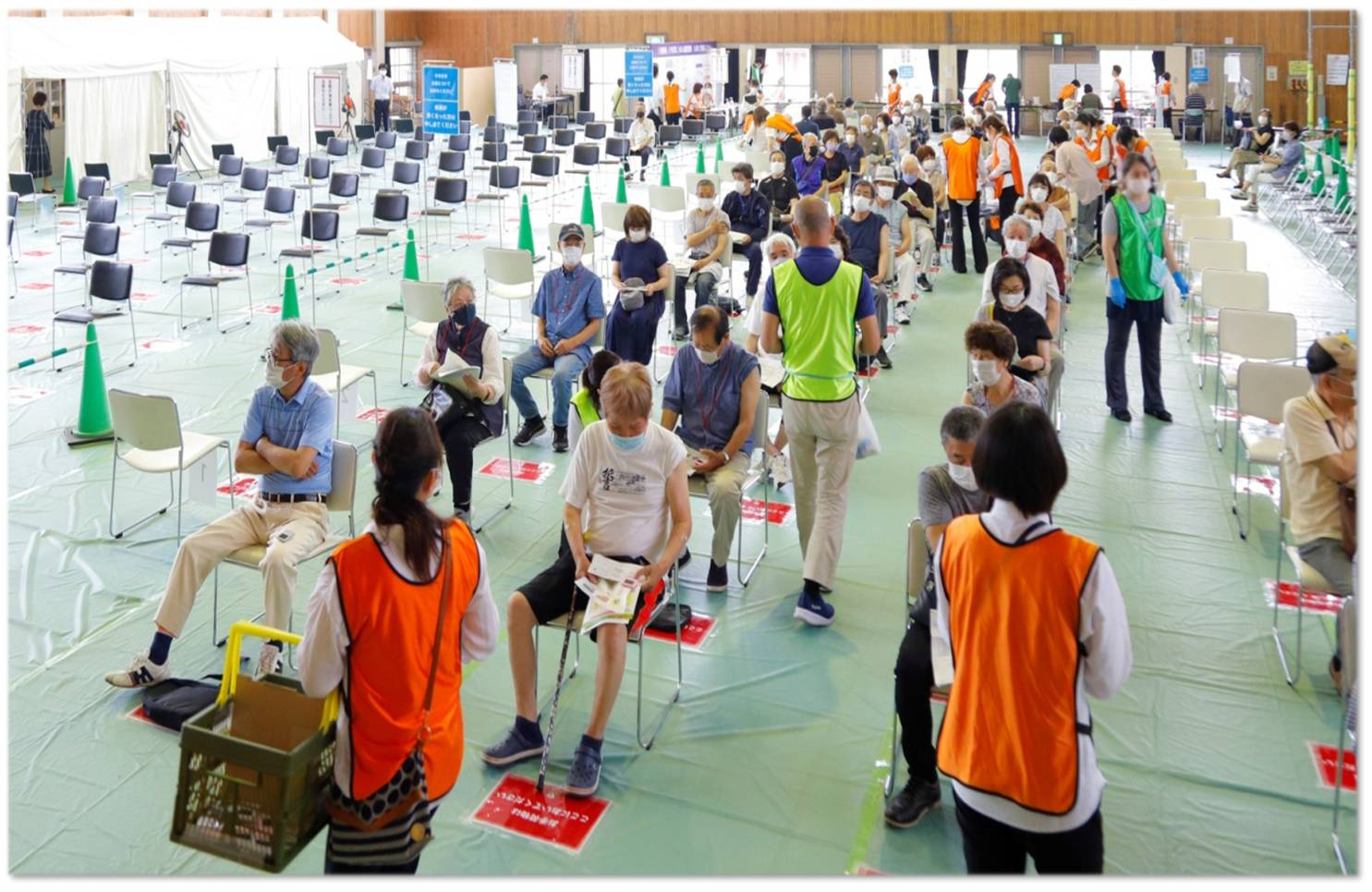
宇美町での高速大名行列方式会場

COVID-19ワクチン接種における高効率と安全性の高さを目指したワクチン接種方式。2021年5月に福岡県宇美町で採用されたのをきっかけに、大阪府や広島県の職域接種にも採用されている。救急科専門医・産業医の黒田亮太が考案したもの。

### 高速大名行列方式
一般的に、ワクチン接種は、問診、接種、待機場に被接種者自身が移動して実施することが多い。それに対して高速大名行列方式は、体育館等の大規模な会場に椅子を並べ、1人の医師と数名の看護師等のスタッフが移動して接種を行う。被接種者は、受付で予診票を提出したあとは指定の椅子に座ったままで接種が完了する。被接種者の移動を最小限にすることで、転倒などのリスクや移動の手間、時間のロスをできるだけ排除することを目指している。

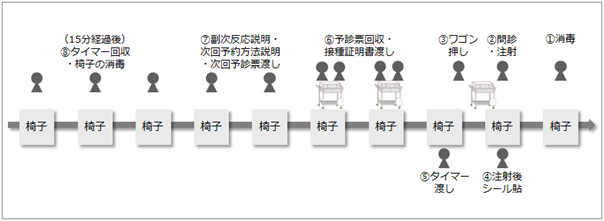
高速大名行列方式の模式図

具体的には、接種工程を、(1)消毒、(2)問診・注射、(3)ワゴン押し、(4)注射後シール貼、(5)タイマー渡し、(6)予診票回収・接種証明書渡し、(7)副次反応説明・次回予約方法説明・次回予診票渡し、(8)タイマー回収・椅子の消毒の8つに分けて役割分担しながら接種を進めている。

### 高速立ったまま方式
高速大名行列方式の考え方を発展させて、被接種者だけでなく、医師と看護師等のスタッフも含めた接種会場全体の移動を最小限にすることで、さらに時間のロスを排除することを目指した方式。被接種者自身が移動するが、移動距離の最小化と、受付や問診、接種等の接種工程間での待ち時間を極力ゼロに近づける工夫をすることで時間のロス排除を目指している。

## 基本概念

### 各工程のサイクルタイムの平準化
接種チームの中で、常に忙しい人と手待ち時間が多く暇な人がいる状態は、ムダがある証拠であり、1工程当たりの所要時間（サイクルタイム＝1つの作業が完了してから、次の作業が完了するまでの作業サイクル時間）を全工程で同じ時間に近づけるように、作業の平準化を図ることを目指している。

### 絶え間ない改善で最適オペレーションを追求
接種会場ごとに、スペース、機材、スタッフ習熟度などの環境はすべて異なるもので、接種チームが一体となって常に改善に取り組み、各環境における最適なオペレーションを見出すことを目指している。
福岡県宇美町では、注射器を入れる箱の角度や滑り止めをつけること、ゴミ箱の捨てやすさ、来て良かったと思える雰囲気作りなどの”カイゼン”を重ね、オペレーション効率の向上に取り組んだ。

### 顧客満足度を徹底して高める
被接種者を顧客と捉え、顧客満足度を高めることを目指している。被接種者は、待ち時間の不安、注射の痛みの不安、副作用の不安など様々な不安を抱えており、来場～退場まで接種チーム全員が顧客の心のケアに取り組むことで、不安を取り除き、顧客満足度を高めることを目指している。
安心・安全のためには「視認性の高さ」を重要し、パーテーションを設けずオープンな空間で運営している。これにより、医師がひと目で被接種者全員を見渡すことができ、問題が生じた場合すぐに医師による対応が可能になるようにしている。アナフィラキシー治療の注射も常時手元に準備し、救急車もすぐに呼べる体制にすることで、医師が1人でも全員に目を配り安全性を高めている。

### 接種チーム満足度を徹底して高める
全てのスタッフが言いたいことを言い、意見を出し合って改善の成果を出し続けることで、一人ひとりの自己肯定感め、さらに改善を進めることを目指している。特に大規模接種会場では、日々スタッフの多くが入れ替わるため、特にこのような風土づくりが重要であるとしている。

## 接種実績
- 2021年5月～7月　福岡県宇美町
- 2021年11月～12月　大阪府岸和田市 職域接種（9月～12月の一部日程）

## 台湾での採用
2021年6月、台湾南部・高雄市では市全体の接種会場56ヶ所で高速大名行列方式の採用を開始した。さらに、高雄市と台中市も同方式の採用を行っている。

## メディア掲載

### テレビ
- 「医者が移動しワクチン接種 宇美町の集団接種」　KBCニュース（2021年5月29日）
- 「注目ワクチン接種「宇美町方式」スピードアップそのワケとは？」　テレビ朝日　スーパーJチャンネル（2021年5月29日）
- 「宇美　高速接種で効率化を図る　ワクチン接種事情」　CSF　2755（2021年5月31日）
- 「「高速大名行列方式」とは？ワクチン打ち手不足で注目！ 医師1人で3時間に100人接種 福岡県・宇美町」　TNCニュース（2021年5月31日）
- 「早期完了に向けて…集団接種あの手この手」　TNC　ももち浜S情報ライブ（2021年5月31日）
- 「医師が移動しワクチン接種「宇美町方式」に注目」　福岡・佐賀KBCニュース（2021年5月31日）
- 「新型コロナ「ワクチン接種」を"加速"～知恵絞る自治体」　RKB タダイマ！（2021年5月31日）
- 「無駄なく、加速を・・・ワクチン接種へ取り組み」　日本テレビ　NEWS ZERO（2021年5月31日）
- 「全国から注目の高速接種「高速大名行列」式って何？ワクチン接種本当の課題とは？」　TVQ　NEWSふくサテ（2021年6月1日）
- 「宇美町のワクチン接種の工夫が注目される」　NHK　おはよう九州沖縄（2021年6月2日）
- 「進むワクチン接種　’従来の８倍’その方法とは」　NHK　ニュースウォッチ9（2021年6月2日）
- 「最新・福岡・宇美町・独自方式で注目・ワクチン接種“一人２０秒”で」　日本テレビ　情報ライブミヤネ屋（2021年6月3日）
- 「画期的！？「高速大名行列」接種とは？」　RKK熊本放送　夕方Liveゲツキン！（2021年6月4日）
- 「トップ和歌山・カラオケも…接種順調なワケは？福岡・宇美町の接種会場の様子を紹介。」　TBS　NEWS23（2021年6月4日）
- 「宇美町独自の接種方法に注目　「高速接種」２倍に規模拡大」　TVQ　テレQニュース（2021年6月5日）
- 「ワクチン接種 1000万人突破…職域接種 実施へ」　TBS　新・情報７daysニュースキャスター（2021年6月5日）
- 「ワクチン接種　各地で工夫し加速」　日本テレビ　シューイチ（2021年6月6日）
- 「岸和田市「巡回方式」で接種計画を早める」　NHK　関西NEWS WEB（2021年6月10日）
- 「岸和田市の集団接種で「巡回方式」 医師たちが会場の中を移動」　NHK　関西NEWS WEB（2021年6月20日）

### 新聞
- 「高齢者動かず医師が巡回接種「宇美方式」時間短縮効果も」　西日本新聞（2021年5月30日）
- 「接種加速　知恵絞る自治体　岸和田、医師が会場巡回」　産経新聞（2021年6月10日）
- 「高齢者移動せず接種可　岸和田市2会場　医師ら順に席回る」　読売新聞（2021年6月11日）
- 「ワクチン接種で医師らの巡回方式 大阪・岸和田市でリハーサル」　産経新聞（2021年6月17日）
- 「新型コロナウイルス	高齢者は座ったまま接種、「大名行列方式」岸和田で研修」　朝日新聞（2021年6月20日）
- 「コロナワクチンの高速接種方法を進める医師」　秋田さきがけ（2021年7月16日）
- 「コロナワクチンの高速接種を進める金沢生まれの医師」　北国新聞（2021年7月16日）
- 「新型コロナワクチンの高速接種を進める医師」　信濃毎日新聞（2021年7月19日）
- 「コロナワクチンの高速接種を進める医師」　熊本日日新聞（2021年7月20日）
- 「コロナワクチンの高速接種を進める医師」　高知新聞（2021年7月21日）
- 「コロナワクチンの高速接種を進める」　東京新聞（2021年7月21日）
- 「コロナワクチン高速接種を進める医師」　沖縄タイムス（2021年7月23日）
- 「コロナワクチンの高速接種を進める医師」　岩手日報（2021年7月27日）
- 「コロナワクチンの高速接種を進める医師」　京都新聞（2021年7月27日）
- 「コロナワクチンの高速接種を進める医師」　宮崎日日新聞（2021年7月27日）
- 「コロナワクチンの高速接種を進める医師」　中国新聞（2021年7月28日）
- 「コロナワクチンの高速接種を進める医師」　南日本新聞（2021年7月28日）
- 「コロナワクチンの高速接種を進める医師」　北日本新聞（2021年8月4日）

## 受賞
日本品質管理学会第の128回研究発表会（2022年5月28日開催）において、「効率性・安全性・低コストを両立するワクチン接種会場運営の秘訣」で高速大名行列方式の発表を行い、優秀発表賞を受賞。
また、その結果が評価され、一般財団法人 日本科学技術連盟主催、一般社団法人 日本品質管理学会後援の「クオリティフォーラム（品質経営総合大会）2022」における一般事例発表として、「日本一の効率性を１週間で達成したワクチン会場の爆速チーム作りに迫る」というテーマで講演を行った。